# (27197) Andrewliu
(27197) Andrewliu est un astéroïde de la ceinture principale d'astéroïdes.

## Description
(27197) Andrewliu est un astéroïde de la ceinture principale d'astéroïdes. Il fut découvert le 12 février 1999 à Socorro (Nouveau-Mexique) par le projet LINEAR. Il présente une orbite caractérisée par un demi-grand axe de 2,87 UA, une excentricité de 0,08 et une inclinaison de 1,0° par rapport à l'écliptique.

## Compléments